# Van Lanschot Kempen
Van Lanschot Kempen N.V. ist ein niederländisches Finanzdienstleistungsunternehmen, das vermögenden Privatpersonen und Institutionen Vermögensverwaltung und -beratung, Private Banking sowie Investment Banking anbietet. Der Hauptsitz des Unternehmens befindet sich in 's-Hertogenbosch. Van Lanschot Kempen ist hauptsächlich im Raum Benelux tätig. Mit einer Geschichte, die bis ins Jahr 1737 zurückreicht, ist es das älteste Finanzinstitut in den Niederlanden und gehört zu den ältesten noch heute bestehenden Banken der Welt. Mit Assets under management (AUM) in Höhe von 128 Milliarden Euro (2023) gehört Van Lanschot Kempen zu den führenden Vermögensverwaltern in den Niederlanden.

## Tätigkeit
Van Lanschot Kempen bietet Dienstleistungen in den Bereichen Private Banking, Vermögen und Investment Banking an. Die Hauptzielgruppe sind dabei Unternehmen, Stiftungen, Family Offices und vermögende Privatpersonen aus den Benelux-Ländern. Die Investment Banking-Abteilung ist in den Bereichen Kapitalmarkttransaktionen, Schuldenberatung, Anlageforschung sowie Fusionen und Übernahmen tätig. Van Lanschot Kempen investiert im Auftrag von Klienten in eine Reihe von Anlageklassen, darunter u. a. Aktien, Anleihen, Fonds und ETFs, Immobilien und Infrastruktur. Van Lanschot Kempen betreibt auch die Onlineanlegeplattform Evi van Lanschot, welche 2013 eingeführt wurde.

## Geschichte
Die Geschichte von Van Lanschot Kempen geht auf den 22. Juli 1737 zurück, als Cornelis van Lanschot in 's-Hertogenbosch ein Handelshaus gründete. Van Lanschot gehörte einer wohlhabenden Familie von Patriziern an, welche das Handelshaus über Jahrhunderte führte. Das Wappen von Van Lanschot Kempen basiert auf dem Wappen, das seit dem siebzehnten Jahrhundert von der Familie Van Lanschot verwendet wird. Ursprünglich handelte sie mit Kolonialwaren in den Gebieten Brabant und Limburg, dem Hochstift Lüttich, dem Herzogtum Kleve und dem Herzogtum Jülich. Schon bald befasste sich das Handelshaus mit Inkasso und der Diskontierung von Kundenwechseln sowie mit dem Umtausch von Devisen.

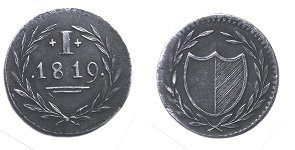
Münze het Lanschotje von 1819

Nach der Vereinigung der Niederlande mit Belgien und der Ausrufung des Königreichs der Niederlande im Jahr 1815 musste das Währungssystem neu geregelt werden. Infolgedessen kam es zu einem Mangel an Kleingeldmünzen. Mehrere Personen, vor allem Händler, suchten nach einer vorübergehenden Lösung (außerhalb der Regierung), um selbst kleine Münzen in Umlauf zu bringen. Der Utrechter Lebensmittelhändler Bleyenstein war der erste, der sie auf den Markt brachte. Diese Münzen wurden auch von seinem Partner Franciscus van Lanschot in Umlauf gebracht. Die Münze erhielt verschiedene Spitznamen: het Lanschotje, het Bossche duit oder Bleyensteinse duit.
1901 wurde das Haus von einer offenen Handelsgesellschaft in eine Kommanditgesellschaft unter dem Namen F. van Lanschot umgewandelt. 1973 wurde die National Westminster Bank (NatWest) der erste familienfremde Anteilseigner, als sie eine Minderheitsbeteiligung an der Muttergesellschaft erwarb. Von Anfang der 1990er Jahre bis zur Veräußerung ihrer Beteiligung im Jahr 1994 war NatWest der Mehrheitsaktionär. Von den Anfängen im Jahr 1737 bis zum Tod von Jan Cees van Lanschot im Jahr 1991 war immer ein Mitglied der Familie Van Lanschot Geschäftsführer von Van Lanschot gewesen, bevor Bert Heemskerk schließlich der erste Geschäftsführer wurde, der nicht der Gründerfamilie angehörte. 1999 wurden die Aktien des Unternehmens an der Börse gelistet.
Im Jahr 2007 erwarb Van Lanschot das Amsterdamer Handelsunternehmen Kempen & Co, welches 1903 in gegründet worden war und erhielt seinen heutigen Namen. Im Juli 2021 erwarb Van Lanschot Kempen eine 70%ige Beteiligung an Mercier Vanderlinden. Van Lanschot Kempen erwarb die verbleibenden 30 % der Anteile an Mercier Vanderlinden im Dezember 2022, wobei Mercier Vanderlinden zu diesem Zeitpunkt Referenzaktionär von Van Lanschot Kempen wurde. Im Januar 2024 wurden Mercier Vanderlinden und Van Lanschot Belgium in Mercier Van Lanschot umbenannt. Unter dieser Marke sind nun die Private-Banking-Aktivitäten der Gruppe in Belgien zusammengefasst.

## Standorte

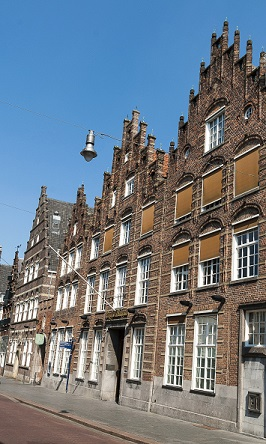
Hauptsitz in 's-Hertogenbosch

Der Hauptsitz von Van Lanschot Kempen befindet sich in 's-Hertogenbosch, im Hooge Steenweg 29. Darüber hinaus arbeiten die Mitarbeiter der Hauptverwaltung in zwei weiteren Gebäuden in ’s-Hertogenbosch im Stadtteil Paleiskwartier und im World Trade Center (Amsterdam).
Die Abteilung Private Banking unterhält Büros und Kundenempfangsstellen in den meisten großen Städten der Niederlande und Belgiens sowie in Zürich und Genf in der Schweiz. Die Abteilung Investment Management unterhält Büros in Amsterdam, London und Paris, und Investment Banking in Amsterdam, Antwerpen und New York.

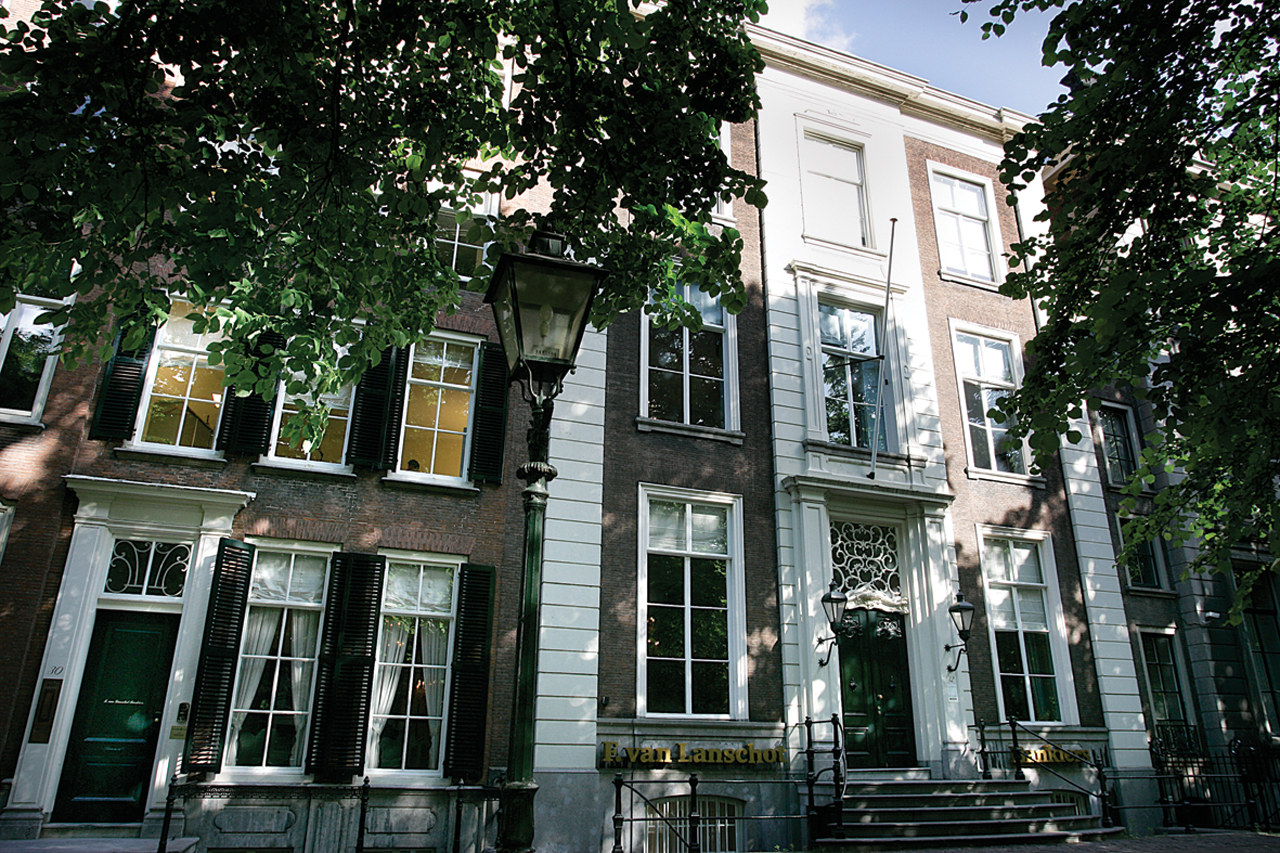
Büro in Den Haag
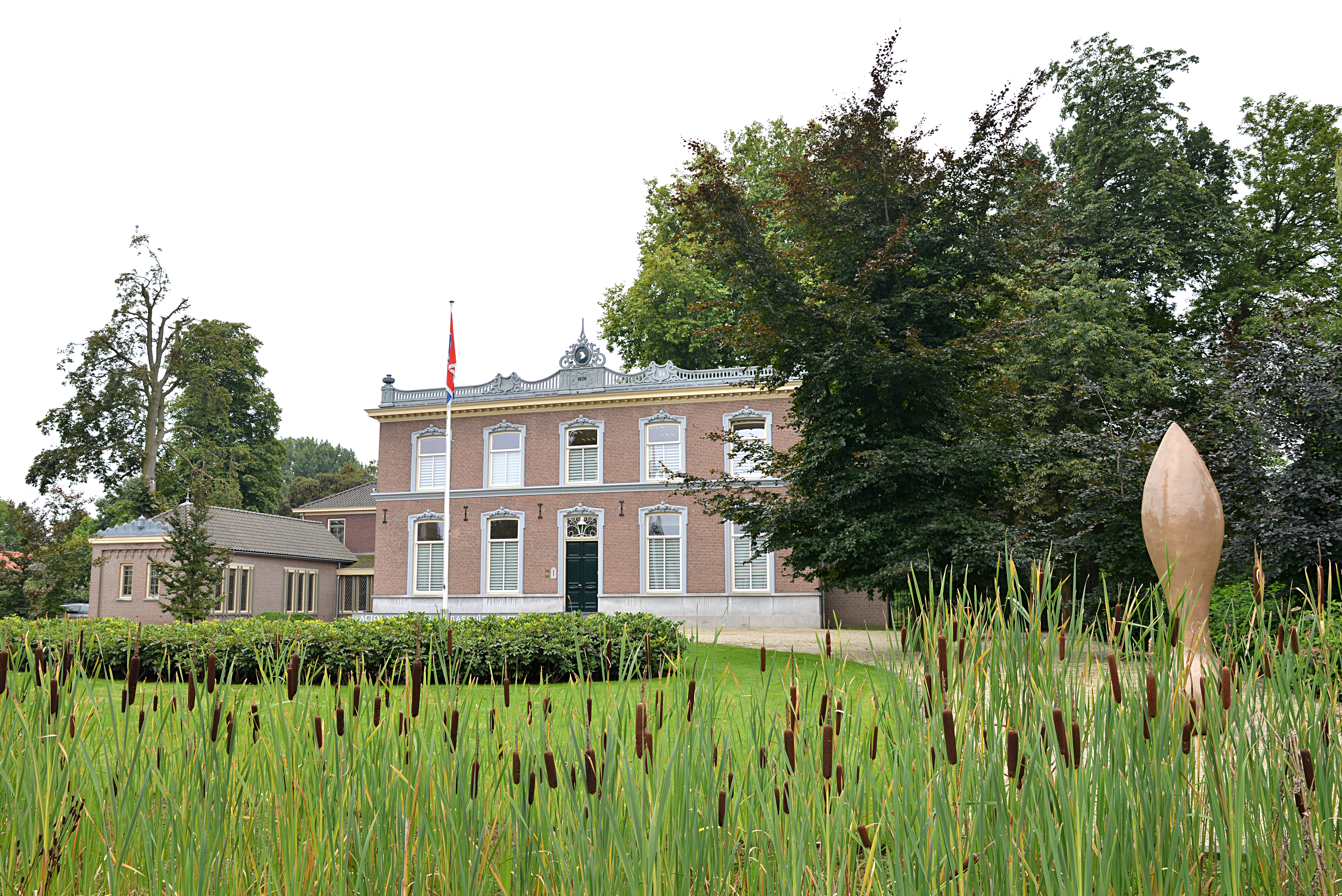
Büro in Veghel
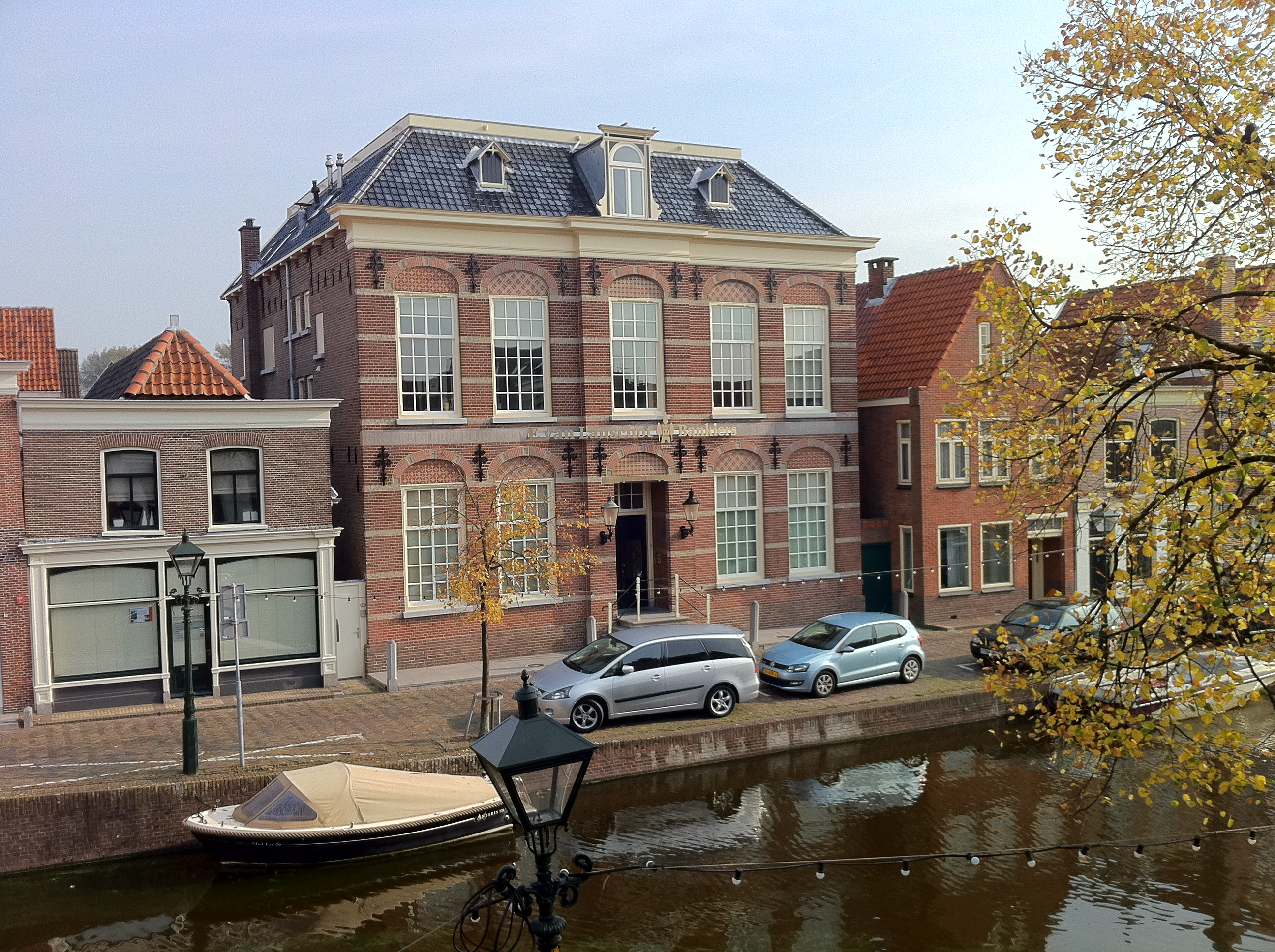
Büro in Alkmaar